# Anita Ekberg
Kerstin Anita Marianne Ekberg,más conocida como Anita Ekberg (Malmö, Escania, 29 de septiembre de 1931-Rocca di Papa, Roma, 11 de enero de 2015), fue una actriz y modelo sueca. Se hizo conocida por su papel de Sylvia en la película de Federico Fellini La dolce vita (1960). Trabajó principalmente en Italia y se naturalizó italiana en 1964.

## Biografía
Fue la sexta de los ocho hijos de Gustav Fredrik Ekberg y Alva Maria Larsson. En su adolescencia trabajó como modelo de moda. En 1950 acudió al concurso de Miss Malmö, a instancias de su madre, quien la llevó al concurso de Miss Suecia, que ganó. Posteriormente fue a los Estados Unidos para competir por el título de Miss Universo 1951 (un concurso que entonces no era oficial, ya que no pasó a serlo hasta 1952), pese a que apenas hablaba el inglés.

## Trayectoria
Aunque Ekberg no ganó el concurso Miss Universo, como una de las seis finalistas ganó un contrato de starlette con Universal Studios, como era la práctica de esa época.
Como estrella de Universal, recibió lecciones en drama, dicción, baile, equitación y esgrima. Apareció brevemente en las películas de Universal de 1953, Abbott and Costello Go to Mars y The Golden Blade (La espada de Damasco). Ekberg dejó de asistir a muchas de clases de drama, limitándose a montar a caballo en Hollywood Hills. Ekberg admitió más tarde que fue malcriada por el sistema de los estudios de Hollywood y que malgastó su tiempo en diversiones, en lugar de buscar papeles más grandes.

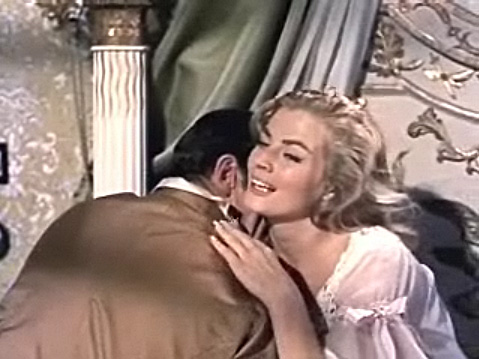
Ekberg en Guerra y paz (1956).

La combinación del físico de Ekberg y su colorida vida privada (como sus bien publicitados romances con galanes de Hollywood como Frank Sinatra, Tyrone Power, Yul Brynner, Rod Taylor y Errol Flynn) apeló a revistas de chismes, como Confidential, y pronto se convirtió en una importante pin-up de la década de 1950, apareciendo en revistas como Playboy. Además, Ekberg participó en trucos publicitarios. Una vez admitió que un incidente, en el que su vestido se abrió en el vestíbulo del Hotel Berkeley de Londres, estaba previamente arreglado con un fotógrafo.
A mediados de los años cincuenta, después de varios trabajos en modelaje, Ekberg finalmente irrumpió en la industria del cine. Realizó apariciones en las series de televisión de breve duración Casablanca (1955) y Private Secretary. Tuvo un pequeño papel en la película Blood Alley (Callejón sangriento, 1955), protagonizada por John Wayne y Lauren Bacall. Actuó junto a Dean Martin y Jerry Lewis en las comedias Artistas y modelos (1955) y Loco por Anita (1956), ambas de Paramount Pictures. Por un tiempo fue publicitada como «la Marilyn Monroe de Paramount».

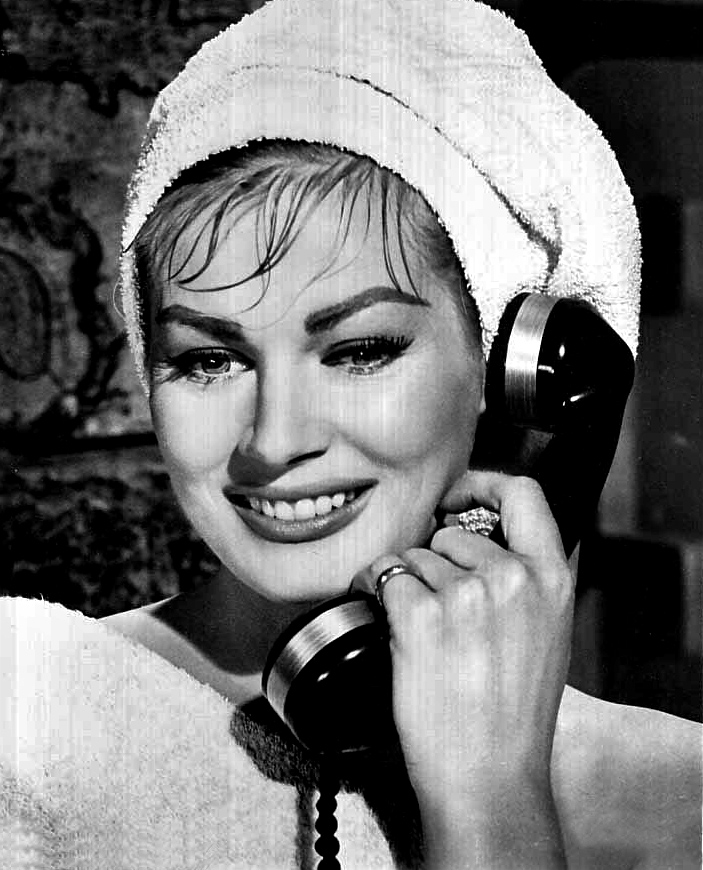
Ekberg en Loco por Anita (1956).

Ekberg apareció en cinco películas estrenadas durante 1956. Paramount la puso en Guerra y paz (1956), que fue filmada en Roma, junto a Mel Ferrer y Audrey Hepburn. Mientras tanto, RKO Pictures dio a la actriz su primer papel principal en Back from Eternity (Regreso de la eternidad) (también en 1956). Las dos últimas fueron Man in the Vault y Zarak, ambas producciones menores que tuvieron un impacto limitado en su carrera.
Ekberg protagonizó el drama británico Interpol con Victor Mature y Valerie (ambas de 1957) con Sterling Hayden.[9] Después fue coprotagonista con Bob Hope en Paris Holiday y Philip Carey y Gypsy Rose Lee en The Screaming Mimi (ambas de 1958). Las siguió una película europea, Nel Segno di Roma (1959).
Federico Fellini dio a Ekberg un papel en La dolce vita (1960), donde desempeñó el papel de la inalcanzable mujer ideal del personaje interpretado por Marcello Mastroianni. La película presenta una escena de ella retozando en la Fontana de Trevi de Roma junto con Mastroianni, que ha sido llamada «una de las escenas más emblemáticas del cine».
Después de esto, aceptó un papel en Apocalisse sul fiume giallo (''Apocalipsis sobre el río amarillo)) en 1960. Acto seguido apareció en Boccaccio 70 (1962), una película que también contó con Sophia Loren y Romy Schneider. Poco después, Ekberg fue sugerida para interpretar a la primera chica Bond, Honey Ryder en Dr. No, pero el papel fue asignado a la entonces desconocida Ursula Andress.
Ekberg coprotagonizó con Andress, Frank Sinatra y Dean Martin en la comedia western Four for Texas (1963). Fellini la llamaría para dos películas más: I clowns (1972) e Intervista (1987), donde se interpretaba a sí misma en una escena que la reunió con Mastroianni.

## Vida personal
Los dos matrimonios de Ekberg fueron con actores. Estuvo casada con Anthony Steel desde 1956 hasta su divorcio en 1959, y con Rik Van Nutter desde 1963 hasta su divorcio en 1975. En una entrevista dijo que deseaba haber tenido un hijo, pero en otra ocasión indicó lo contrario.
Ekberg era a menudo abierta en sus entrevistas; por ejemplo, nombrando a famosos que no soportaba. También fue citada con frecuencia diciendo que era Fellini quien debía su éxito a ella, no al revés: «les gustaría seguir la historia que Fellini me hizo famosa, Fellini me descubrió», dijo en una entrevista con The New York Times en 1999.
Ekberg no vivió en Suecia después de la década de 1950 y raramente visitó el país. Sin embargo, acogió a periodistas suecos en su casa en las afueras de Roma y en 2005 apareció en el popular programa de radio Sommar, donde habló de su vida. Afirmó en una entrevista que no se la volvería a ver en Suecia antes de su muerte, ya que sería sepultada allí.
El 19 de julio de 2009 ingresó en el Hospital de San Giovanni en Roma después de enfermar en su casa en Genzano según un médico del Departamento de Neurocirugía del hospital. A pesar de que su afección no era grave, Ekberg fue puesta bajo observación en el centro.
En diciembre de 2011 se informó que Ekberg, de 80 años de edad, era «indigente» después de que una fractura de cadera la hubiera mantenido durante tres meses en un hospital de Rimini, tiempo durante el cual le robaron las joyas y los muebles de su casa, y su villa quedó dañada en un incendio. Ekberg solicitó ayuda de la Fundación Fellini, que también estaba pasando por graves apuros financieros.

## Muerte
Ekberg murió el 11 de enero de 2015 a los 83 años, en la clínica San Raffaele en Rocca di Papa en Castelli Romani en Italia, por complicaciones de enfermedades. El servicio fúnebre de Ekberg se celebró el 14 de enero de 2015, en la Iglesia Evangélica Luterana en Roma, después de lo cual su cuerpo fue incinerado y sus cenizas enterradas en la iglesia del cementerio de Skanör en Suecia.

## Filmografía
| Año  | Título                                | Papel                            | Notes                                       | Ref.                        |
| ---- | ------------------------------------- | -------------------------------- | ------------------------------------------- | --------------------------- |
| 1953 | The Mississippi Gambler               | Dama de honor                    | Sin acreditar                               | [ 19 ]                      |
| 1953 | Abbott and Costello Go to Mars        | Guardia Venusiana                |                                             | [ 20 ]                      |
| 1953 | Take Me to Town                       | Chica de Dancehall               | Sin acreditar                               |                             |
| 1953 | The Golden Blade                      | Doncella                         | Sin acreditar                               |                             |
| 1955 | Blood Alley                           | Wei Ling, la esposa del Gran Han |                                             | [ 21 ]                      |
| 1955 | Artists and Models                    | Anita                            |                                             | [ 22 ]                      |
| 1956 | War and Peace                         | Hélène Kuragin                   |                                             |                             |
| 1956 | Back from Eternity                    | Rena                             |                                             | [ 23 ]                      |
| 1956 | Man in the Vault                      | Flo Randall                      |                                             | [ 24 ]                      |
| 1956 | Zarak                                 | Salma                            |                                             | [ 25 ] [ 26 ]               |
| 1956 | Hollywood or Bust                     | Ella misma                       |                                             |                             |
| 1957 | Interpol                              | Gina Broger                      |                                             | [ 27 ]                      |
| 1957 | Valerie                               | Valerie Horvat                   |                                             | [ 28 ] [ 29 ]               |
| 1958 | Paris Holiday                         | Zara                             |                                             | [ 30 ] [ 31 ]               |
| 1958 | Screaming Mimi                        | Virginia Wilson Yolanda Lange    |                                             |                             |
| 1958 | The Man Inside                        | Trudie Hall                      |                                             |                             |
| 1959 | Sheba and the Gladiator               | Zenobia                          |                                             | [ 32 ]                      |
| 1960 | La Dolce Vita                         | Sylvia                           |                                             | [ 33 ]                      |
| 1960 | The Dam on the Yellow River           | Miss Dorothy Simmons             |                                             | [ 34 ] [ 35 ]               |
| 1960 | Le tre eccetera del colonnello        | Georgina                         |                                             |                             |
| 1960 | Anonima cocottes                      |                                  |                                             |                             |
| 1961 | Behind Closed Doors                   | Olga Duvovich                    |                                             | [ 36 ] [ 37 ] [ 38 ] [ 39 ] |
| 1961 | The Mongols                           | Hulina                           |                                             |                             |
| 1962 | Boccaccio '70                         | Ella misma                       | Segmento "Le tentazioni del dottor Antonio" | [ 40 ]                      |
| 1963 | Call Me Bwana                         | Luba                             |                                             | [ 41 ]                      |
| 1963 | 4 for Texas                           | Elya Carlson                     |                                             | [ 42 ]                      |
| 1963 | Bianco, rosso, giallo, rosa           | Alberchiaria                     |                                             |                             |
| 1965 | Who Wants to Sleep?                   | Lolita Young                     |                                             | [ 43 ]                      |
| 1965 | The Alphabet Murders                  | Amanda                           |                                             |                             |
| 1966 | How I Learned to Love Women           | Margaret Joyce                   |                                             | [ 34 ] [ 44 ]               |
| 1966 | Way...Way Out                         | Anna Soblova                     |                                             |                             |
| 1966 | Pardon, Are You For or Against?       | Baronesa Olga                    |                                             | [ 45 ] [ 46 ]               |
| 1967 | The Cobra                             | Lou                              |                                             | [ 34 ] [ 35 ]               |
| 1967 | The Glass Sphinx                      | Paulette                         |                                             | [ 47 ]                      |
| 1967 | Woman Times Seven                     | Claudie                          | Segmento "Nieve"                            |                             |
| 1968 | Crónica de un atraco                  | Bessie                           |                                             |                             |
| 1969 | If It's Tuesday, This Must Be Belgium | Ejecutante                       |                                             |                             |
| 1969 | Malenka                               | Malenka / Sylvia Morel           |                                             | [ 48 ] [ 49 ]               |
| 1969 | Un sudario a la medida                | Jacqueline Monnard               |                                             |                             |
| 1969 | Death Knocks Twice                    | Sophia Perretti                  |                                             | [ 50 ]                      |
| 1970 | The Divorce                           | Flavia                           |                                             | [ 51 ] [ 52 ]               |
| 1970 | Il debito coniugale                   | Ines                             |                                             |                             |
| 1970 | Quella chiara notte d'ottobre         |                                  |                                             |                             |
| 1970 | The Clowns                            | Ella misma                       |                                             | [ 53 ]                      |
| 1972 | Casa d'appuntamento                   | Madame Colette                   |                                             |                             |
| 1972 | La lunga cavalcata della vendetta     | Jane                             |                                             |                             |
| 1972 | Northeast of Seoul                    | Katherine                        |                                             | [ 54 ] [ 55 ]               |
| 1979 | Killer Nun                            | Sister Gertrude                  |                                             | [ 56 ]                      |
| 1980 | S*H*E                                 | Dr. Biebling                     |                                             |                             |
| 1982 | Cicciabomba                           | Baronessa Judith von Kemp        |                                             |                             |
| 1986 | Dolce pelle di Angela                 | Signora Rocchi                   |                                             |                             |
| 1987 | Intervista                            | Ella misma                       |                                             |                             |
| 1991 | Count Max                             | Marika                           |                                             | [ 57 ]                      |
| 1992 | Ambrogio                              | Clarice                          |                                             |                             |
| 1992 | Dov'era Lei a quell'Ora?              | Anita Ekberg                     |                                             |                             |
| 1992 | Cattive ragazze                       | Milli                            |                                             |                             |
| 1996 | Bambola                               | Mother Greta                     |                                             |                             |
| 1998 | Le nain rouge                         | Paola Bendoni                    |                                             |                             |